# Чанчжоу
Чанчжоу — є містом-округом (містом-префектурою) на півдні провінції Цзянсу. Населення 4407 тис. осіб.

## Географія
Місто розташоване на південному березі річки Янцзи у краї її гирла. На заході від міста положена столиця провінції Нанкін, на північному заході — місто Чженьцзян, на сході — місто Усі, на півдні межує з провінцією Чжецзян. Висота над рівнем моря 2-10 м. Площа 4385 км² утому числі 1864 км² самого міста. 

### Клімат
Місто знаходиться у зоні, котра характеризується вологим субтропічним кліматом. Найтепліший місяць — липень із середньою температурою 29.4 °C (85 °F). Найхолодніший місяць — січень, із середньою температурою 2.2 °С (36 °F).
| Клімат Чанчжоу          | Клімат Чанчжоу | Клімат Чанчжоу | Клімат Чанчжоу | Клімат Чанчжоу | Клімат Чанчжоу | Клімат Чанчжоу | Клімат Чанчжоу | Клімат Чанчжоу | Клімат Чанчжоу | Клімат Чанчжоу | Клімат Чанчжоу | Клімат Чанчжоу | Клімат Чанчжоу |
| Показник                | Січ.           | Лют.           | Бер.           | Квіт.          | Трав.          | Черв.          | Лип.           | Серп.          | Вер.           | Жовт.          | Лист.          | Груд.          | Рік            |
| Абсолютний максимум, °C | 17             | 22             | 23             | 31             | 36             | 36             | 37             | 37             | 32             | 30             | 26             | 17             | 37             |
| Середній максимум, °C   | 6              | 8              | 13             | 19             | 23             | 28             | 33             | 31             | 26             | 21             | 15             | 9              | 20             |
| Середня температура, °C | 2              | 4              | 9              | 14             | 19             | 24             | 29             | 27             | 23             | 16             | 11             | 5              | 15             |
| Середній мінімум, °C    | −1             | 0              | 5              | 10             | 15             | 20             | 25             | 24             | 20             | 12             | 7              | 1              | 11             |
| Абсолютний мінімум, °C  | −10            | −12            | −7             | −1             | 6              | 15             | 20             | 18             | 11             | 2              | −7             | −7             | −12            |
| Норма опадів, мм        | 40             | 40             | 40             | 70             | 70             | 140            | 130            | 100            | 90             | 40             | 40             | 40             | 900            |
| Днів з дощем            | 7              | 7              | 6              | 9              | 10             | 11             | 10             | 9              | 11             | 5              | 6              | 8              | 105            |
| Вологість повітря, %    | 75             | 78             | 80             | 78             | 78             | 81             | 79             | 84             | 83             | 76             | 80             | 79             | 79             |
| ----------------------- | -------------- | -------------- | -------------- | -------------- | -------------- | -------------- | -------------- | -------------- | -------------- | -------------- | -------------- | -------------- | -------------- |
| Джерело: Weatherbase    |                |                |                |                |                |                |                |                |                |                |                |                |                |

## Історія
«Яньченські руїни» — це залишки мурів міста Яньчен у сучасному Чанчжоу, заснованого понад 3000 років за епохи Західного Чжоу. Перша згадка про місто датується 221 роком до Р. Х. як місто під контролем командира.
Чанчжоу отримав своє ім'я 589 року, що значить «звичайний округ».
Після будівництва у 609 році Великого китайського каналу місто стало портовим. Тут займалися рисом, збіжжям, рибою, чаєм, шовком, юамбуком та фруктовим садівництвом.
У часи Тайпінського повстання у 1850-их роках — один з п'яти палаців Царства піднебесного миру.
У 1920-х роках у місті відкриваються бавовняні фабрики. У 1930-х роках промисловий бум у місті по причині переведення підприємств з окупованого японцями Шанхаю.

## Господарство
Валовий продукт 188 млрд юаней. Текстильна, машинобудівельна й високотехнологічна промисловість.

## Транспорт
У вересні 2019 року в місті відкрилася переважно підземна лінія метрополітену.

## Культура
Люди у Чанчжоу розмовляють говіркою Чанчжоу мови У (Уська мова).

## Адміністративний поділ
Міський округ Чанчжоу поділяється на 5 районів і 1 місто:
- Сіньбей (新北区)
- Тяньнін (天宁区)
- Уцзінь (武进区)
- Цзіньтань (金坛区)
- Чжунлоу (钟楼区)
- Ліян (溧阳市)